# Paso Bonito
Paso Bonito är en ort i Mexiko.   Den ligger i kommunen Ahualulco och delstaten San Luis Potosí, i den centrala delen av landet, 400 km nordväst om huvudstaden Mexico City. Paso Bonito ligger 1 913 meter över havet och antalet invånare är 1 274.
Terrängen runt Paso Bonito är kuperad österut, men västerut är den platt. Paso Bonito ligger nere i en dal. Runt Paso Bonito är det ganska tätbefolkat, med 54 invånare per kvadratkilometer. Närmaste större samhälle är Ahualulco, 12,9 km nordost om Paso Bonito. Omgivningarna runt Paso Bonito är i huvudsak ett öppet busklandskap.